# Drž si svých 16
Drž si svých 16 (v anglickém originále Hold On to Sixteen) je osmá epizoda třetí série amerického hudebního seriálu Glee a v celkovém pořadí padesátá druhá epizoda. Název epizody je část z písně Johna Mellencama s názvem "Jack & Diane". Scénář k epizodě napsal Ross Maxwell, režíroval ji Bradley Buecker a poprvé se vysílala ve Spojených státech dne 6. prosince 2011 na televizní stanici Fox. Epizoda obsahuje návrat Sama Evanse (Chord Overstreet) na McKinleyovu střední školu a ke sboru New Directions a účast New Directions na výběrové soutěži sbor.
Tato epizoda obsahuje coververze osmi písní, včetně tří, které zpívají členové Jacksonovy rodiny a zpívají je New Directions: "ABC" od The Jackson 5, "Control" od Janet Jacksonové a "Man in the Mirror" od Michaela Jacksona. Hudební vystoupení byla téměř všechna chválena, s výjimkou "Red Solo Cup" od Tobyho Keitha, které se dostalo smíšených recenzí. Epizoda jako celek také získala smíšené recenze. Někteří z nich kritizovali jednoduchost a rychlost Samova návratu, ačkoliv další cítili, že je seriál zpět na trati po vývoji v nedávných epizodách.
Pět ze sedmi písní z epizody—tři ze čtyř singlů a dva ze tří ze soundtrackového alba Glee: The Music, Volume 7—se umístily v žebříčkách Billboard Hot 100 a Canadian Hot 100. Singl "We Are Young" v podání herců začal v těchtohitparádách na dvanáctém a jedenáctém místě a prodal 137 000 stažení ve Spojených státech. V původním vysílání epizodu sledovalo celkem 7,11 milionů amerických diváků a získala 3,0/8 Nielsenova ratingu/podílu na trhu ve věkovém okruhu od osmnácti do čtyřiceti devíti let. Celková sledovanost a ratingy epizody klesly v porovnáním s předchozí epizodou s názvem Políbila jsem dívku.

## Děj epizody
Členka New Directions, Quinn (Dianna Agron) plánuje nechat Shelby (Idina Menzel) vyhodit za to, že spala se studentem, Puckem (Mark Salling). Chce znovu získat Beth, své vlastní dítě, které dala Shelby k adopci a chce zničit Shelbyn konkurenční sbor Troubletones (Potížistky) ještě před výběrovou soutěží sbor. Rachel (Lea Michele) ujistí Quinn, že zničí Beth život, pokud ji odtrhne od její opravdové matky, Shelby.

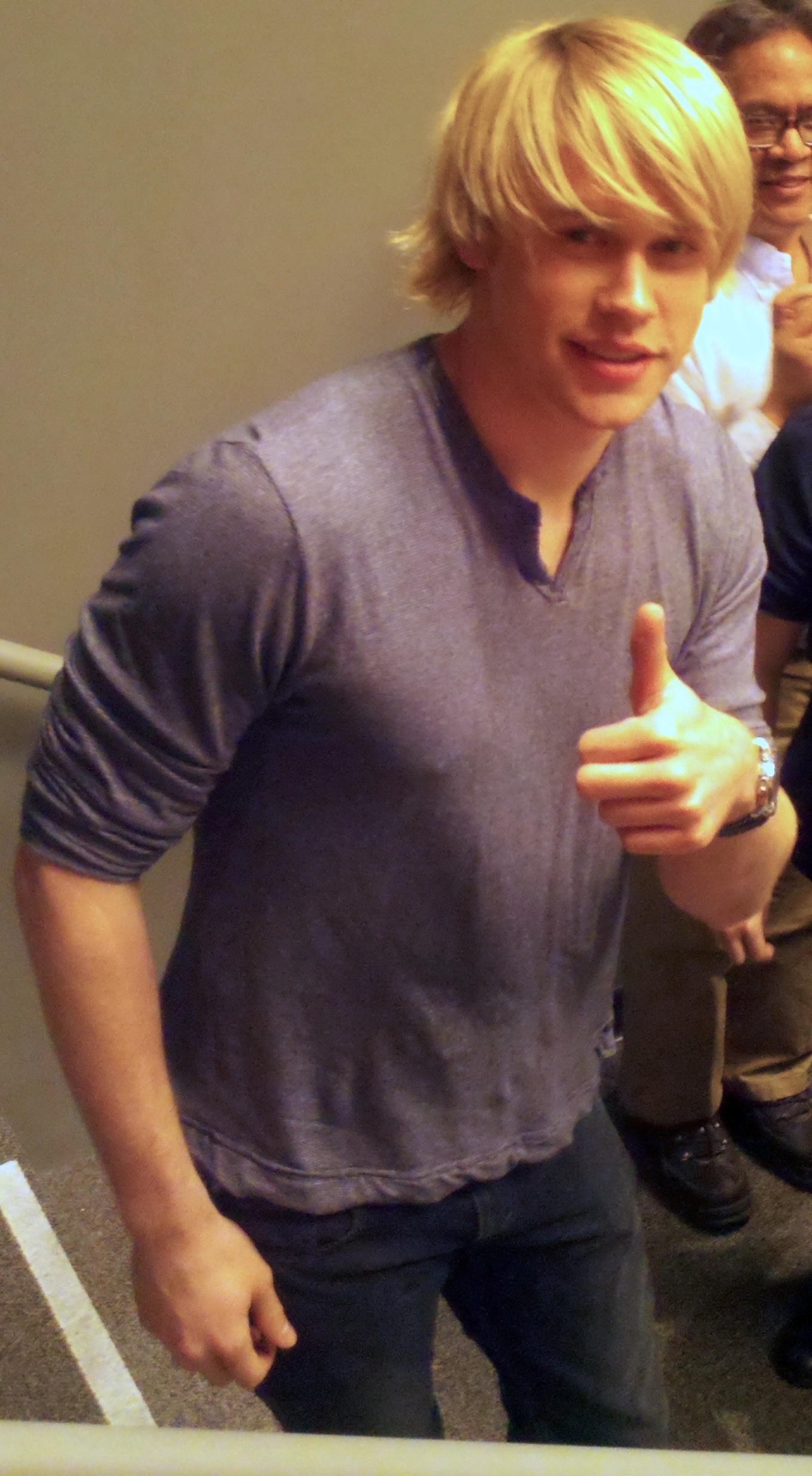
Sam Evans (Chord Overstreet, na obrázku) se v této epizodě vrací zpět na McKinleyovu střední

New Directions potřebují k soutěžení dvanáct členů, ale mají pouze devět, poté, co byla Rachel na týden vyloučena ze školy. Finn (Cory Monteith) a Rachel cestují do Kentucky, aby požádali Sama (Chord Overstreet), aby se vrátil zpět na McKinleyovu střední, aby se zúčastnil výběrové soutěže sborů. Bez vědomí jeho rodičů, Sam tancuje ve striptýzovém klubu, aby pomohl rodině zaplatit jejich výdaje. Sam se chce na McKinleyovu střední vrátit a nakonec je jimi přesvědčen a vrací se s nimi. Po jeho návratu se s ním chce Quinn znovu spojit, aby společně vychovávali Beth, ale Sam ji odmítá. Sam řekne své bývalé přítelkyni Mercedes (Amber Riley), že má v úmyslu o ní usilovat i přesto, že ví, že má nového přítele Shana (LaMarcus Tinker). Protože potřebují ještě dva členy, tak New Directions najmou basistu a bubeníka, aby zpívali a tančili.
Blaine (Darren Criss) si stěžuje svému příteli Kurtovi (Chris Colfer), že Finn vždycky odmítá jeho návrhy pro sbor. Sebastian (Grant Gustin) je v jejich rozhovoru přeruší. Když Blaine na chvíli odejde, tak Kurt Sebastiana varuje, aby se držel dál od Blaina, ten ale místo toho prohlásí svůj záměr přebrat mu ho. Zpět na sboru Blaine navrhuje nějakou choreografii, ale Sam místo toho chce přidat pohyby, které "prodávají sex". Blaine naštvaně prohlašuje, že "není na prodej", vybouchne a odejde. Finn jde za ním a najde Blaina, jak buší do boxovacího pytle. Blaine chce vědět, proč k němu byl Finn tak nepřátelský od té doby, co přestoupil na McKinleyovu střední a Finn přiznává, že žárlil na Blainův talent a omlouvá se mu.
Tina (Jenna Ushkowitz) je zděšená, když ji Mike (Harry Shum mladší) řekne, že se nebude přihlašovat na taneční školu, jak původně plánoval, ale místo toho se přihlašuje na přípravný program na Stanfordově univerzitě, aby potěšil svého otce. Tina se snaží zakročit s tím, že si promluví s Mikovým otcem (Keong Sim), ale ten je stále přesvědčen, že tanec je pro Mika příliš riskantní cesta.
Výběrová soutěž sborů se koná letos v aule McKinleyově střední a sbor Unitards—který vede Harmony (Lindsay Pearce)—vystupuje první. Quinn odchází ze sálu, aby řekla řediteli Figginsovi (Iqbal Theba) o Shelby a Puckovi, ale Rachel ji nutí, aby nejdříve varovala Shelby. Quinn konfrontuje Shelby, která ji řekne, že s McKinleyovy střední odchází a omlouvá se jí. Dále vystupují Troubletones s mashupem písní "Survivor" a "I Will Survive". New Directions poté vystupují s písněmi "ABC", "Control" a "Man in the Mirror" a Mikea Tina jsou překvapeni, když vidí Mikova otce v publiku. Později řekne páru, že nyní již rozumí, že tanec je Mikovou vášní a že Mike by se měl přihlásit na ty nejlepší taneční školy. New Directions výběrovou soutěž vyhrají a Troubletones skončí na druhém místě.
Quinn se rozhodne, že neprozradí Shelbyno tajemství, aby nezkazila Beth život. Přesvědčí Rachel a vedoucího New Directions, Willa Schuestera (Matthew Morrison), že přivede zpět členky Troubletones, když jim slíbí, že budou mít při budoucích vystoupeních své samostatné číslo. Řekne tedy Mercedes, Santaně (Naya Rivera) a Brittany (Heather Morris) o dohodě a všechny tři, společně se Sugar (Vanessa Lengies) přichází do posluchárny, aby se připojili k New Directions, kteří zpívají "We Are Young".

## Seznam písní
- "Red Solo Cup"
- "Buenos Aires"
- "Survivor" / "I Will Survive"
- "ABC"
- "Control"
- "Man in the Mirror"
- "We Are Young"

## Hrají
| Dianna Agron      | Quinn Fabray          |
| Chris Colfer      | Kurt Hummel           |
| Darren Criss      | Blaine Anderson       |
| Jane Lynch        | Sue Sylvester         |
| Jayma Mays        | Emma Pillsburry       |
| Kevin McHale      | Artie Abrams          |
| Lea Michele       | Rachel Berry          |
| Cory Monteith     | Finn Hudson           |
| Heather Morris    | Brittany Pierce       |
| Matthew Morrison  | William Schuester     |
| Amber Riley       | Mercedes Jones        |
| Naya Rivera       | Santana Lopez         |
| Mark Salling      | Noah „Puck“ Puckerman |
| Harry Shum mladší | Mike Chang            |
| Jenna Ushkowitz   | Tina Cohen-Chang      |